# Teamキーチェーン
teamキーチェーン (チームキーチェーン）は、日本の劇団。

## メンバー
2011年〜
- Azuki-代表、脚本家、演出家
- 岡田奏-副代表、俳優

2016年〜
- マナベペンギン-俳優

2021年〜
- 今井裕也-俳優
- 高良紗那-俳優

## 概要
2011年、現在も代表を務めるAzukiが立ち上げた劇団。
当初、ユニットとして結成し、2016年劇団化。
現在は本公演の脚本、演出は全てAzukiが手がけ、花、花言葉をテーマにオリジナル作品を上演し続けている。
日本の四季や文化、世の中を背景に多くを説明せずに語る作風。

## 経歴
- 2012年
  - 「LOOP」 脚本・演出　Azuki 主な出演者　岡田奏
  - 「小さな宿は湯煙を忘れた」　主な出演者　Azuki、岡田奏
  - 「リバーサイドパレス」　脚本・演出 岡田奏　主な出演者　天童なこ、Azuki
  - 「package…」 脚本・演出　Azuki 主な出演者　一宮周平、岡田奏
- 2013年
  - 「もう片方は、鬼。」　主な出演者　岡田奏、Azuki、一宮周平、平岡美保
  - 「ライト　テール×ブラック　コード」　脚本・演出　Azuki　主な出演者　荒川浩平、小柳心、岡田奏
- 2014年
  - 「事羽〜川は大海に大海は世界に〜」　脚本・演出　Azuki　主な出演者　小柳心、竹内麻美、岡田奏
  - 「SPIRAL Cage」 脚本・演出　Azuki　主な出演者　岡田奏
- 2015年
  - 「傘と花火」　脚本・演出　Azuki　主な出演者　秋山ひらめ、岡田奏、マナベペンギン、宮之脇佳織
  - 番外「2-5-16 ぎんこう・・・です。」　脚本・演出　Azuki
  - 番外「大人が書いた台本はいらない」　脚本 マナベペンギン 演出 Azuki
  - 番外「スイートルーム」　脚本 金子賢太朗（演人の夜）　演出Azuki
  - 「水面に浮く花」　脚本・演出　Azuki 主な出演者　秋山ひらめ、マナベペンギン、岡田奏、田中友梨奈、宮之脇佳織
- 2016年
  - 「余計者」　脚本・演出　Azuki 主な出演者　岡田奏、マナベペンギン、秋山ひらめ、田中友梨奈、宮之脇佳織　（劇場：日暮里d-倉庫）
  - 「償い」　脚本・演出　Azuki 主な出演者　岡田奏、マナベペンギン、田中友梨奈、宮之脇佳織、高良紗那　（劇場：日暮里d-倉庫）
- 2017年
  - 番外「凹⇄凸」　脚本・演出　Azuki、岡田奏　主な出演者　岡田奏、マナベペンギン、田中友梨奈、宮之脇佳織
  - 「しろつめくさの、はなかんむり」　脚本・演出　Azuki　主な出演者　マナベペンギン、田中愛実、岡田奏、中川えりか、坪井未来、田中友梨奈　（劇場：シアター711）
- 2018年
  - 「徒花」　脚本・演出　Azuki　主な出演者　黒藤結軌,

和久井大城、中川えりか、マナベペンギン、岡田奏、坪井未来、田中友梨奈、宮之脇佳織　（劇場：日暮里d-倉庫）
- - 「澄み、毒。」　脚本・演出　Azuki　主な出演者　岡田雄樹、佐藤拓之、田中友梨奈、黒藤結軌、岡田奏、マナベペンギン、今井裕也 　（劇場：日暮里d-倉庫）
- 2019年
  - 番外「ねこのはこにわ」　脚本・演出　Azuki　主な出演者　和久井大城、山本綾、タカギマコト、岡田奏、マナベペンギン、高良紗那、今井裕也　（劇場：ウエストエンドスタジオ）
  - 「声」　脚本・演出　Azuki　主な出演者　盛山小春、和久井大城、中川えりか、橋本仁、高良紗那、 小日向茜、岡田奏、マナベペンギン
- 2020年
  - 企画「過去と現在と未来」（「タイムマシンなんかいらない」「過去と現在と未来と過去が現在を未来」「私のドレスもシミがついてる」「底の蓋」　４作品のオムニバス（配信公演のみ）
  - 映画「すって。はいて。」　脚本・監督　Azuki　主な出演者　中川えりか、渡辺芳博、マナベペンギン　（2024年8月上映）※原作「水面に浮く花」
  - 企画「もしもリモート演劇を生で観れたら」　脚本　岡田奏　演出 Azuki

　（生配信・生上演）　（劇場：はなまる学習会王子小劇場）
- - 企画　無言劇「空蝉」　脚本・演出　Azuki　 （劇場：日暮里d-倉庫）
- 2021年
  - 新・劇団員「宝家の家宝」　脚本・演出　Azuki　出演者　今井裕也、高良紗那、マナベペンギン、岡田奏
- 2022年
  - 10周年記念「朝ぼらけ」　脚本・演出　Azuki　主な出演者　モロ師岡、柴田時江、山中雄輔、三澤康平、田中愛実、マナベペンギン、岡田奏、高良紗那、今井裕也 （劇場：吉祥寺シアター）

　　新人戯曲賞　1時審査通過
- - 特別企画「あとん」　原作　小堀裕之（２丁拳銃）　脚本・演出　Azuki　（東京・大阪　で上演）
- 2023年
  - 「雨、晴れる」　脚本・演出　Azuki　主な出演者　伊藤萌々香、三澤康平　（劇場：すみだパークシアター倉）
  - 企画「カラスは白いか」　脚本・演出　Azuki
  - 「ゆらりゆられ」　脚本・演出　Azuki　主な出演者　わかばやしめぐみ、伊藤萌々香　 （劇場：吉祥寺シアター　大阪市立芸術創造館）
- 2024年
  - 「是々非々」【過】【歪】　脚本・演出　Azuki　（10月21日〜11月3日　上演予定）